# 陶君起
陶君起（1914年—1972年1月），北京人。原名复，笔名齐芳、谢然，陶然等。蒙古族。中华人民共和国戏曲家。

## 生平
自幼从父学京戏。中学毕业后，随经史学家齐景班学经史。后在北京市皮革公会、贸易公会任职员，并从事写作。中华人民共和国成立后，到中国戏曲研究院工作，从事京剧改编和戏曲研究。著有《京剧剧目初探》、《京剧史话》及《林琴南评传》等。1972年1月逝世。